# وادي بردان (العدين)

تعديل مصدري - تعديل

وادي بردان محلة تابعة لقرية بردان، التابعة لعزلة بني هات بمديرية العدين إحدى مديريات محافظة إب في الجمهورية اليمنية.، بلغ تعداد سكانها 87 حسب تعداد اليمن لعام 2004.